# Gripenhielms Mälarkarta
Gripenhielms Mälarkarta är ett kartverk över Mälaren och omgivningar upprättat av kartografen Carl Gripenhielm på uppdrag av Karl XI. Det huvudsakliga arbetet med uppmätningarna och insamlingen av uppgifter utfördes mellan den 2 augusti 1688 och 17 september 1688. Kartan blev färdig på hösten 1689 och kunde överlämnas till kungen. Det som gör Mälarkartan så speciellt är att den inramas av 96 realistiska gouachemålningar över städer, slott, herrgårdar och farleder runt Mälaren. Kartan är handritad på regalpapper, uppfodrad på lärft och mäter 3,46 × 2,14 meter. Den förvaras sedan 1884 i Kungliga Biblioteket.
| Till vänster syns Gripenhielms Mälarkartan (högupplöst) med sina 96 illustrationer i ramen, till höger är en mindre kopia från 1690 utan illustrationer. |  | Till vänster syns Gripenhielms Mälarkartan (högupplöst) med sina 96 illustrationer i ramen, till höger är en mindre kopia från 1690 utan illustrationer. |
| Till vänster syns Gripenhielms Mälarkartan (högupplöst) med sina 96 illustrationer i ramen, till höger är en mindre kopia från 1690 utan illustrationer. |  | |

## Bakgrund
År 1683 utsåg Karl XI den då bara 29-årige Carl Gripenhielm till första direktören för hela det svenska lantmäteriet. I sin skriftliga motiveringen menade kungen att lantmätarna inte varit tillräckligt noggranna och nu behövde han någon kunnig person som kunde övervaka deras arbete. Bland de många kartverk som Gripenhielm sammanställde under sin korta levnadstid (han blev bara 39 år gammal) märks särskild den så kallade Mälarkartan och Gripenhielms generalkarta. 
I början av år 1687 fick Gripenhielm uppdraget av kungen Karl XI att upprätta en geografisk karta över Mälaren och dess kringliggande provinser. Uppmätningen av alla vikar, öar och holmar gjorde uppgiften komplicerad och besvärlig. Vid den tidpunkten saknades fortfarande en tillförlitlig karta över hela Mälarområdet, det enda som existerade var delkartor och en ganska summarisk karta över farvatten mellan Uppsala och Stockholm. Omkring år 1614 trycktes en liten Mälarkarta som hade upprättats av Anders Bure (se Bures Mälarkarta). Den enda större kartan som Gripenhielm kunde dra nytta av var den som visade västra Mälaren upprättad av Hans Ranies 1675.

## Kartans tillkomst

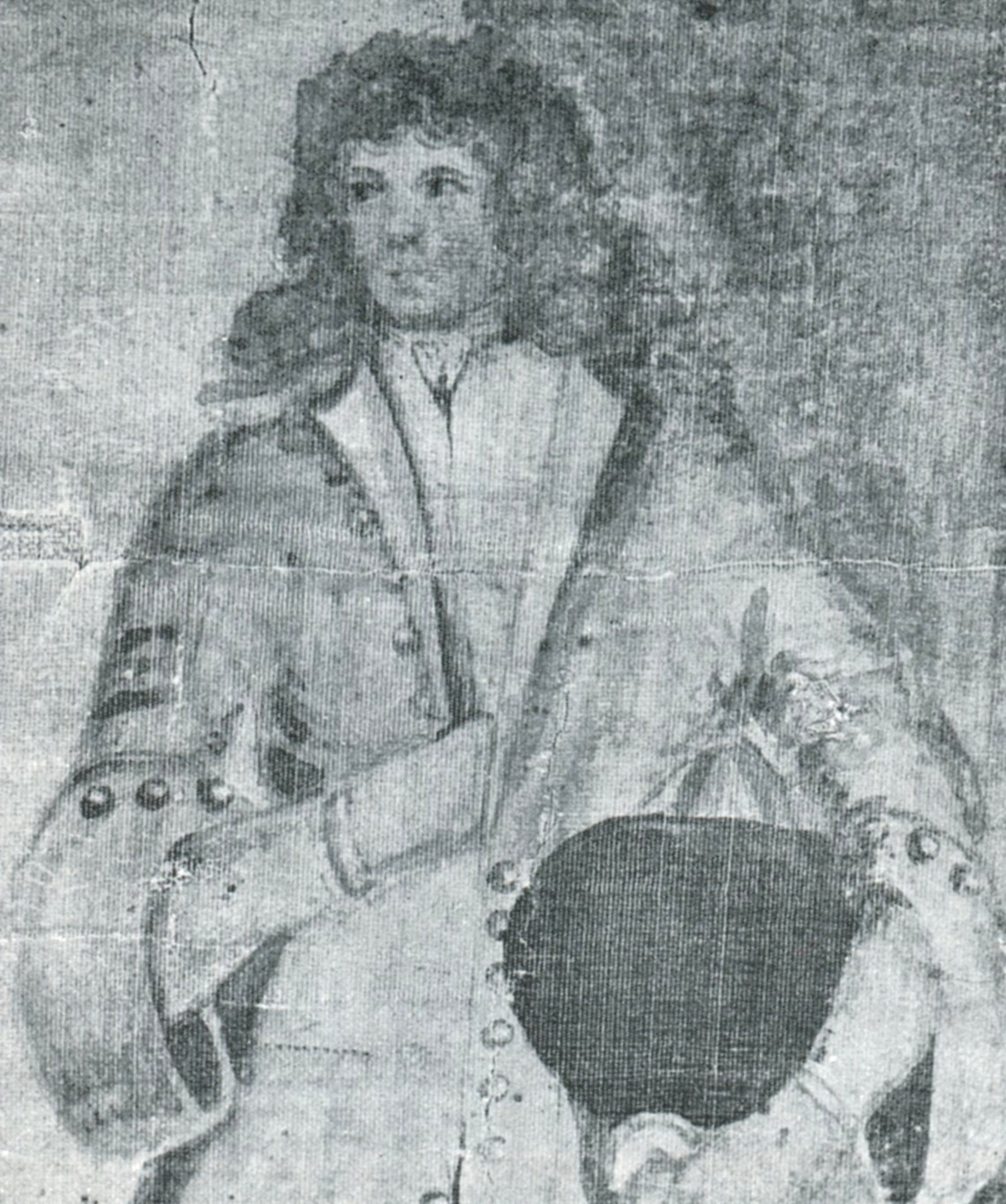
Carl Gripenhielm avbildad på sin egen karta 1689.

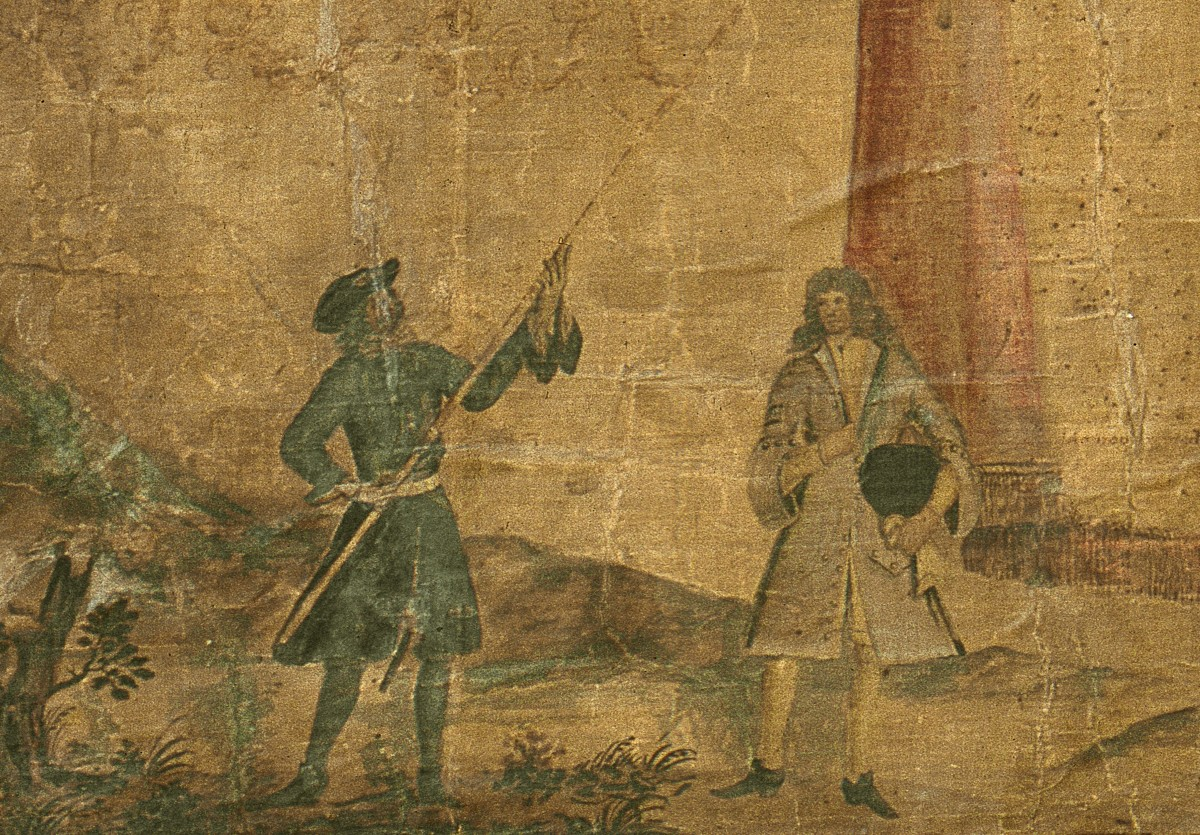
Detalj, Gripenhielm till höger med en lantmätare.

Redan från 1650-talet och framåt hade flera expeditioner runt Mälaren och Saltsjön företagits för att uppmäta dessa. Med hjälp av de redan utförda mätningar kunde Gripenhielm redan samma år som han fått uppdraget presentera sin första Mälarkarta. Men hans verk blev af åtskillige gamble Maculaturer mästadeels (blef) hopdragen. Kungen var missnöjd och beställde i juni 1687 en ny karta.
Denna gång vidtog Gripenhielm noggranna förberedelser för Mälarkartans correction och förbättrande. Det gällde att få tag i lantmätare i de berörda provinserna men arbetena framskred långsamt. I exempelvis Uppland och Västmanland fanns inga lantmätare tillgängliga som omedelbart kunde åta sig uppgiften. Eftersom uppdraget brådskade var enda utvägen att Gripenhielm själv tillsammans med fem lantmätare från kontoret i Stockholm fick bege sig ut för att utföra de kompletterande mätningarna. I ett kungligt brev av den 9 juli 1688 beviljades han en av kungens jakter och underhåll från statskontoret för de fem begärda medhjälparna under en tidsperiod av fem veckor.
Innan han begav sig ut "på fältet" skrev han till lantmätarna i de berörda länen och beordrade dem att möta honom med kartor och annat material. Likaså kontaktade han berörda landshövdingar att de skulle förbereda allmänheten på de förestående mätningarna och att de utsända lantmätarna skulle få allt tänkbart bistånd. Han önskade även att några pålitliga män på respektive ort skulle hålla sig beredda att med egna båtar assistera lantmätarna.
Den 2 augusti 1688 startade mätexpeditionen och efter sex veckor avslutades den. Utöver Gripenhielm själv deltog nu sex personer, alltså en person mer än ursprungligen beräknad (till arbetets fortskyndande). Det och att expeditionen blev en vecka längre skulle bidra till problem längre fram vad gällde utbetalning av utlägg, som utgjorde reglementsenligt två dalar silvermynt per person och dag.
Det hela avlöpte utan missöden, även om arbetet försvårades stundom av det "opålitliga höstvädret". Under vintern 1688/1689 gjordes kompletterande arbeten från isen och från land och det omfattande material började bearbetas. Dessutom infordrades en lång rad nyupprättade detaljkartor från de olika distrikten samt material från några arkiv i Stockholm, exempelvis fortifikations-kontoret, kungliga arkivet och från privatpersoner.
I mars 1689 ansöktes om medel för inköp av ett Rijs fint realpapper, 100a-180 alnar Lereft, samt Färgor och mera slikt (ritmateriel bestående av regalpapper, lärft och färg) att användas till Mälarkartans fullbordande. Sedan väntade ett omfattande kart-ritarbete och under hösten 1689 kunde Gripenhielm överlämna Mälarkartan till sin kung, som denna gång var nöjd med resultatet.

## Kartans gestaltning

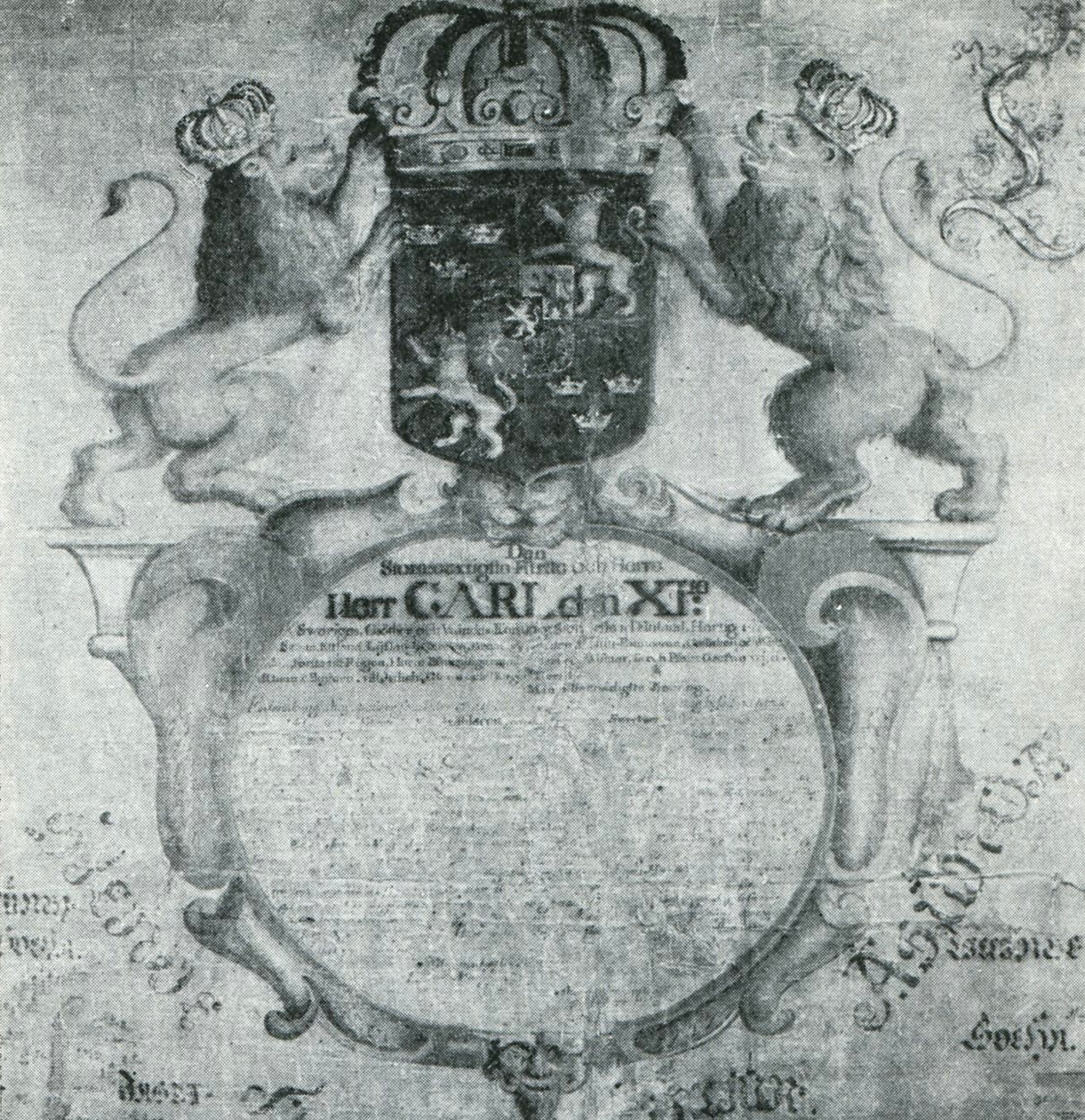
Detalj från Gripenhielms Mälarkarta med riksvapen och dedikation till Karl XI.

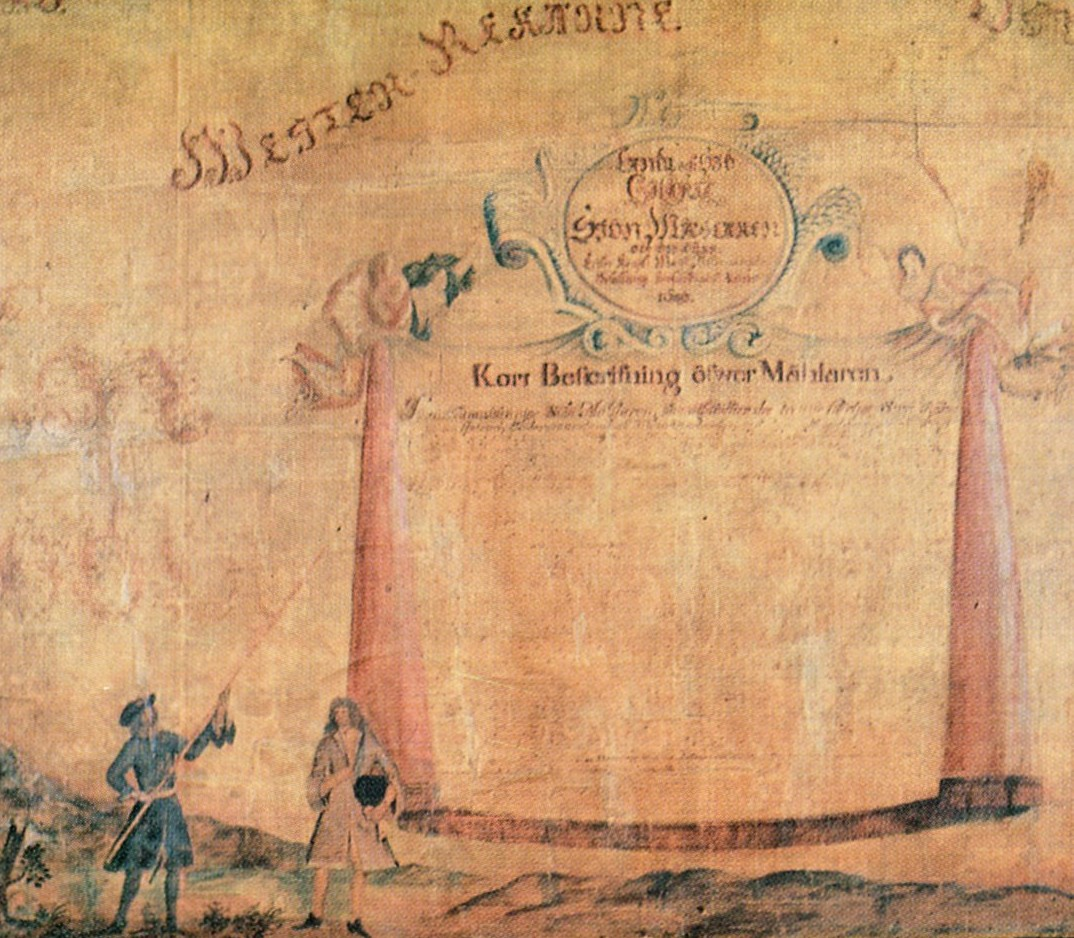
Detalj: "Kort Beskrivning öfwer Mählaren".

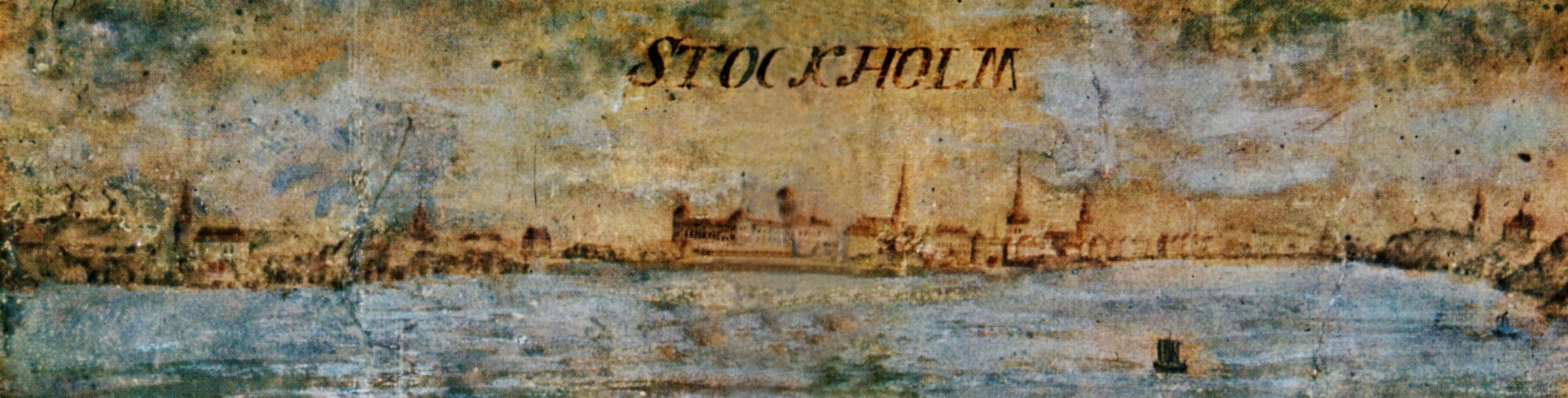
Detalj: Vy över Stockholm från Riddarfjärden.

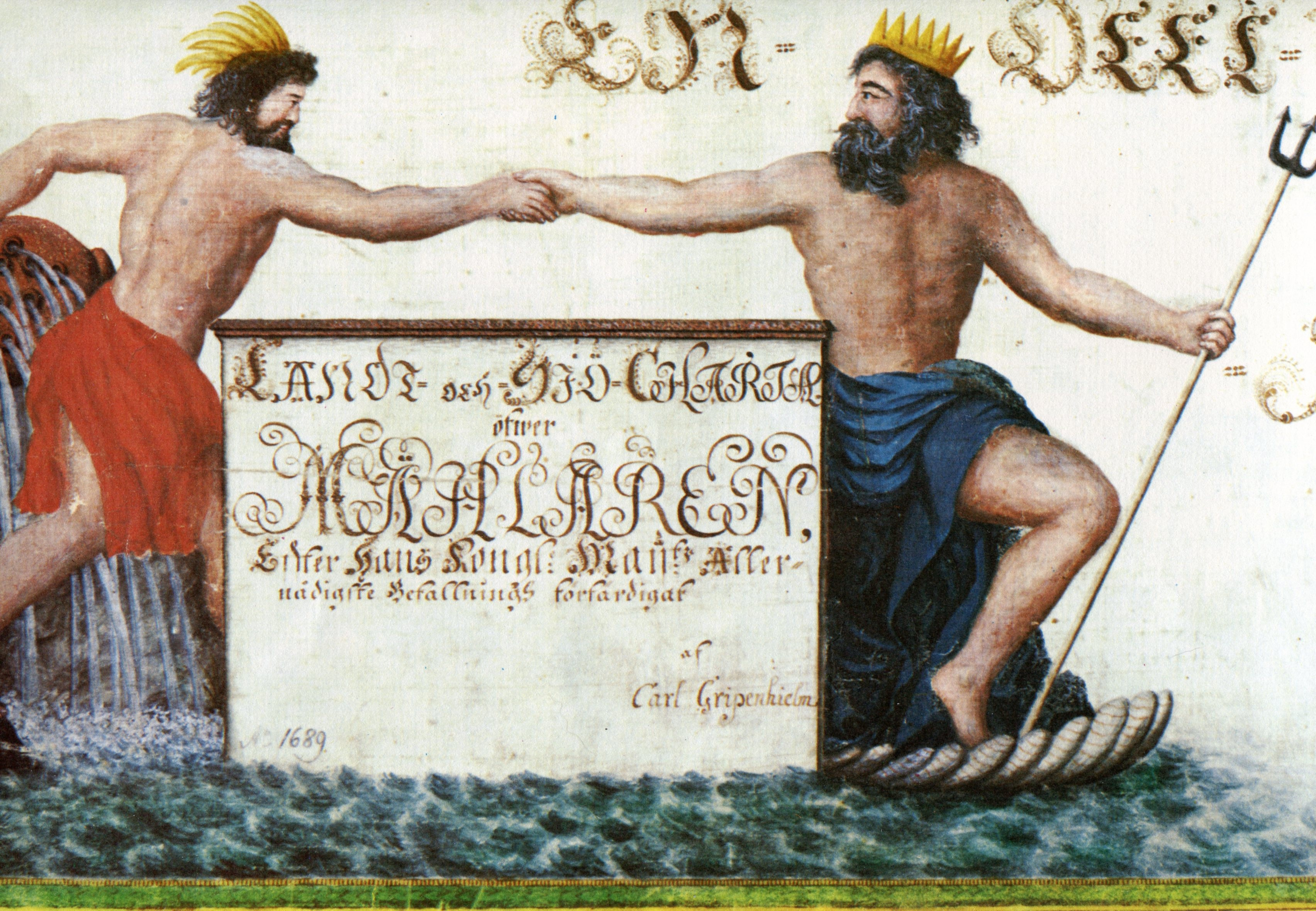
Detalj från 1690 års mindre kopia.

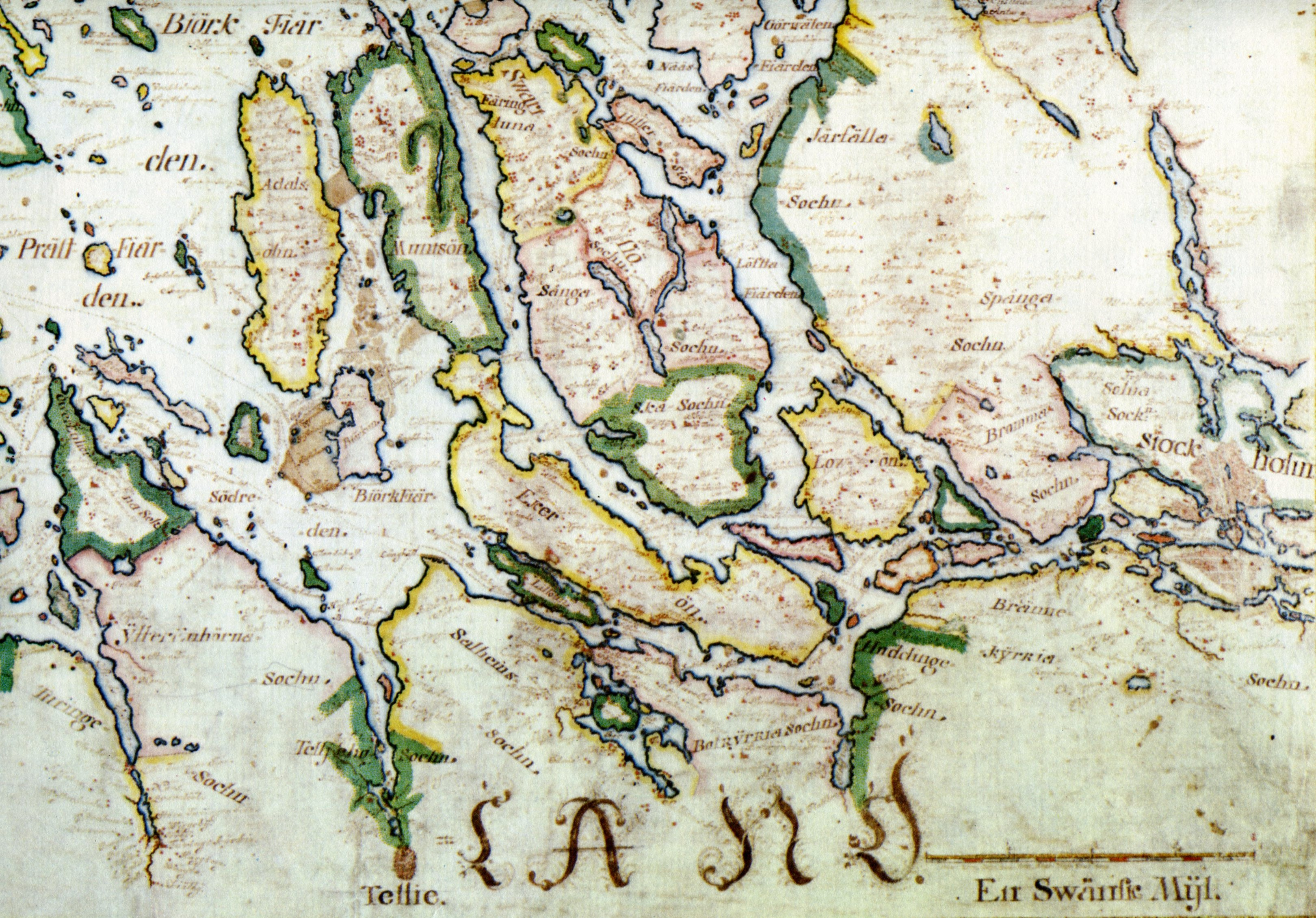
Detalj från 1690 års kopia med Östra Mälaren.

Gripenhielms Landt- och sjöcharta öfver  Mählaren och dess Öijer är rikt smyckad. Överst i mitten syns riksvapnet med heraldiska lejon som håller i kronan, därunder finns en barockram med en lång dedikation till kungen Karl XI. Längst ut till höger och vänster samt nere i mitten finns tre amoriner bärande de tre landskapens respektive vapen (Uppsala, Västmanland och Södermanland). I högra nedre hörn anges karttextens betydelse, här sitter en mansfigur och pekar på texten, bakom honom står en kvinna.
Till och med Carl Gripenhielm själv finns avbildad i kartans nedre vänstra hörn tillsammans med en lantmätare intill en Kort Beskrifning öwfer Mählaren. Så kort är dock inte beskrivningen utan den upptar cirka 2½ boksidor i konsthistorikern Gunnar Berefelts avskrift från 1966. Om Mälarens längd och bredd skriver Gripenhielm:
| ” | Heela Mählarens längd efter stora Segelleeden till räknandes, nämligen ifrån Kongsöhr (Kungsör) brygga och färgestelle till Stockholms Stad och Helge Ands Holmen är 11 Svänska Mijl, men uti en rätt linea ända fram allenast 10 1/8 Mijl. Bredden, som billigt kan räknas ifrån Söder Tellie Stad (Södertälje) till Flötsunds Färjeställe wijd pass en Mijl söder om Upsala Stad, är efter närmaste Segelleeden 8 1/2 Mijl. | „ |

Vidare konstaterar Gripenhielm att det finns 1291 öar, holmar och skär, vilka är bebyggda med 20 slott eller palats, 56 säterier och över 854 "Bonnahemman, Krogar och Torp". På fastlandet längs Mälarens stränder finns ytterligare 27 slott uppförda i sten och 118 säterier byggda i trä.
Som tidigare nämndes är det speciella med Mälarkartan utöver en exakt uppmätning och redovisning av geografin 96 illustrationer över städer, slott, herrgårdar och farleder runt Mälaren. Den övre ramen består av 23 utsikter över Mälarstäderna och de förnämsta slotten. Bland dem Sjö, Venngarn, Ekolsund, Strängnäs, Mariefred, Uppsala, Drottningholm, Skokloster och i mitten en vy över Stockholm från Riddarfjärden. På vänstra marginalen syns bland annat Rosersberg, Rörstrand, Ulvsunda, Steninge, Alstavik (på Långholmen) och Sturehov. På högra sidan avbildas bland annat Tidö, Sundbyholm, Hässelby, Ekebyhov, Huvudsta gård och Stora Hornsberg. I den nedre ramen skildras 25 farleder och inlopp som exempelvis till Almarestäket, till Kungshatt, till Drottningholm, till Tappström och till Björkfjärden. Ramens övre målningar mäter 14,5 × 8,3 cm utom Stockholmsvyn som är 30 × 8,3 cm, alla övriga utsikter har format 11,9 × 6,8 cm.
Det faktum att Gripenhielm själv fick bege sig ut på en mätexpedition anses vara anledningen till tillkomsten av dessa 96 Mälarvyer. Även viljan att prestera något utöver det vanliga och att kungen var personligen engagerad i företaget bör ha bidragit till illustrationerna, även om någon order från dennes sida angående vyerna inte finns belagd. Gripenhielm anses vara upphovsman för vyerna vars förlagor han samlade in under sin segelfärd på Mälaren mellan den 2 augusti och 17 september 1688 och därefter fullbordat dem som gouachemålningar. Vyerna är i högsta grad realistiska, är de dock utförda av den erkänt mycket noggranne kartografen Gripenhielm. Han åstadkom en föregångare till dagens "street view" eller "gatubild" på moderna online-kartor och ett kulturhistoriskt värdefullt dokument som belyser stormaktstidens stads-, slotts- och storgodsanläggningar samt topografin.
Omkring 1690 färdigställdes en mindre kopia av Mälarkartan ritad på pergament med akvarellteknik i format 60 × 93 cm. Den är i mycket bättre skick än sin stora förlaga men saknar de intressanta illustrationerna vilka inte kunde återges i det lilla formatet. Även utsmyckningarna är något annorlunda och enklare på denna kopia. Nedre vänstra hörn visar bland annat Neptunus med sin treudd, den långa dedikationen till Karl XI har ersatts med kungens namnchiffer och mälarbeskrivningen finns inte heller med.
Gripenhielms begäran att få trycka och publicera Mälarkartan (liksom andra provinskartor) förbjöds av kungen av fruktan för att en fiende i krigstid kunde dra nytta av dem. Som kuriosum kan nämnas att Gripenhielm aldrig fick fullt betald för sina privata utlägg för extra personal och den med en vecka förlängda mätexpeditionen. Under en lång tid uppvaktade han då och då statsmakterna med petitioner om det resterande traktamentet, varvid han framhöll sin “ömkliga ekonomiska belägenhet”.

### Kartans senare historia
Gripenhielms Mälarkarta var aktuellt fram till 1739 då en ny, exaktare karta över Mälaren färdigställdes av dåvarande lantmäteridirektören Jacob Nordencreutz (se bild "Nordencreutz Mälarkarta 1739"). Var Gripenhielms karta förvarades sedan den förlorade sin aktualitet är oviss. Känt är att den överlämnades 1884 till Kungliga Bibliotekets nybyggnad vid Humlegården. Dessförinnan hade kartan af jetteproportioner och ritad i yppig barockstil förevisats på en utställning. På grund av sitt stora format (3,46 × 2,14 meter) hängde Mälarkartan till en början i stora visningssalen. 1931 flyttades den till en mera undanskymd vägg i en korridor till kartavdelningen. Då utfördes även en hårdhänt konservering där en del av kartans illustrationer skadades. Sedan 1961 hänger kartan där allmänheten inte äger tillträde.

### Mälarvyarna i urval

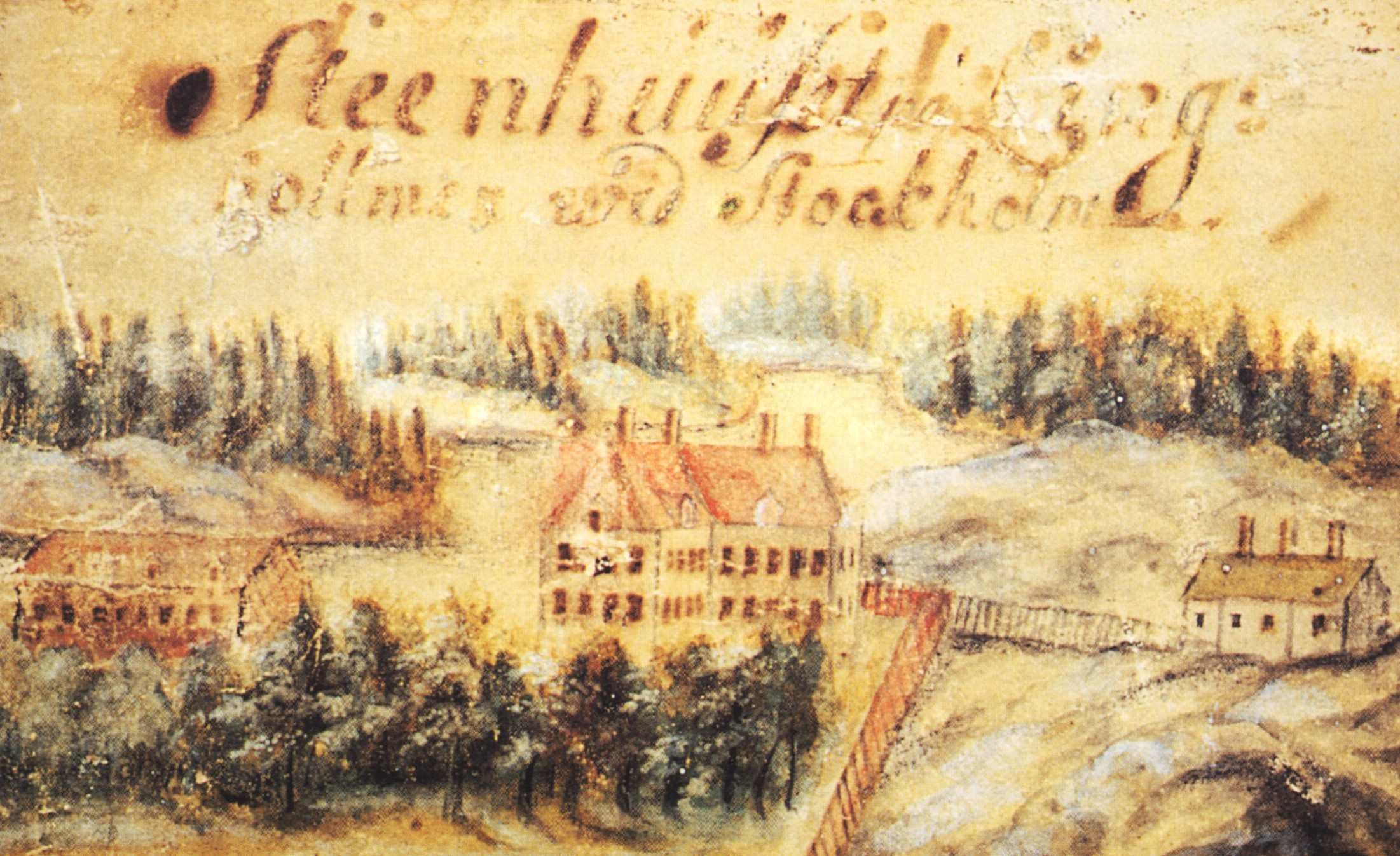
Alstavik
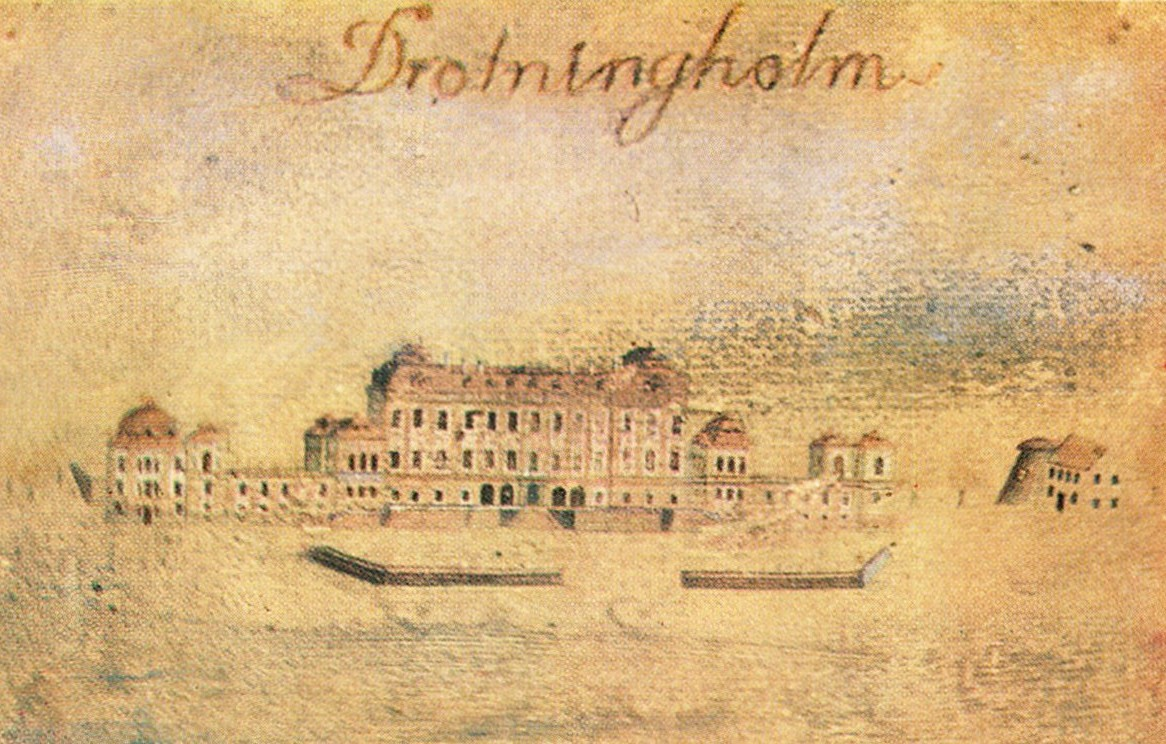
Drottningholms slott
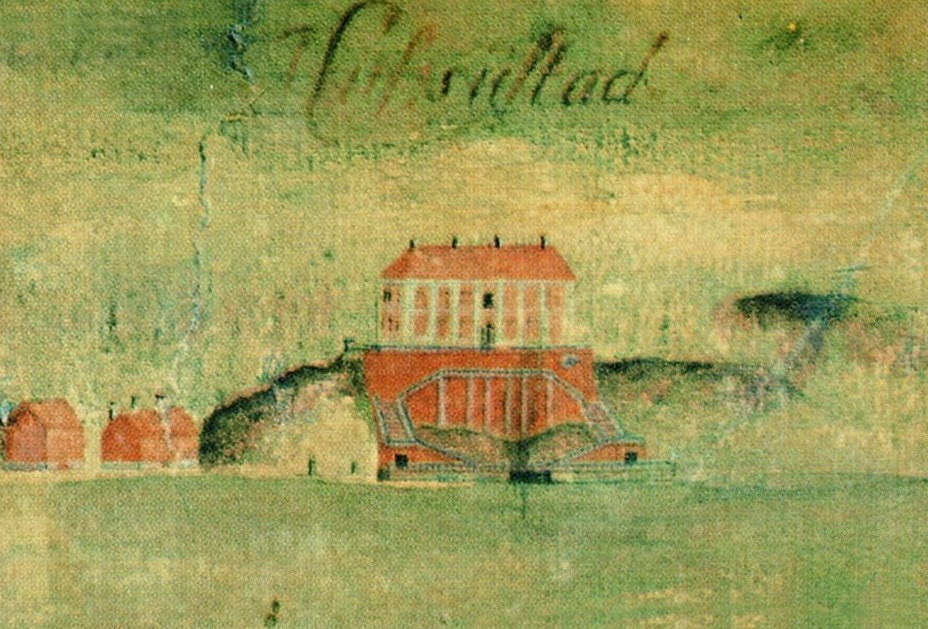
Huvudsta gård
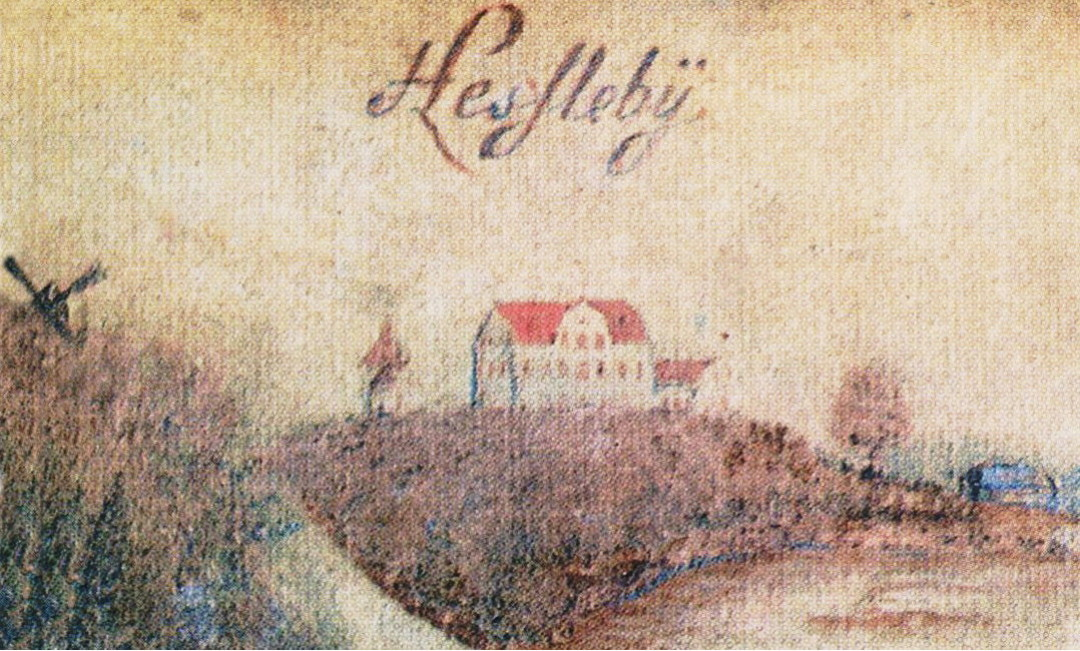
Hässelby slott
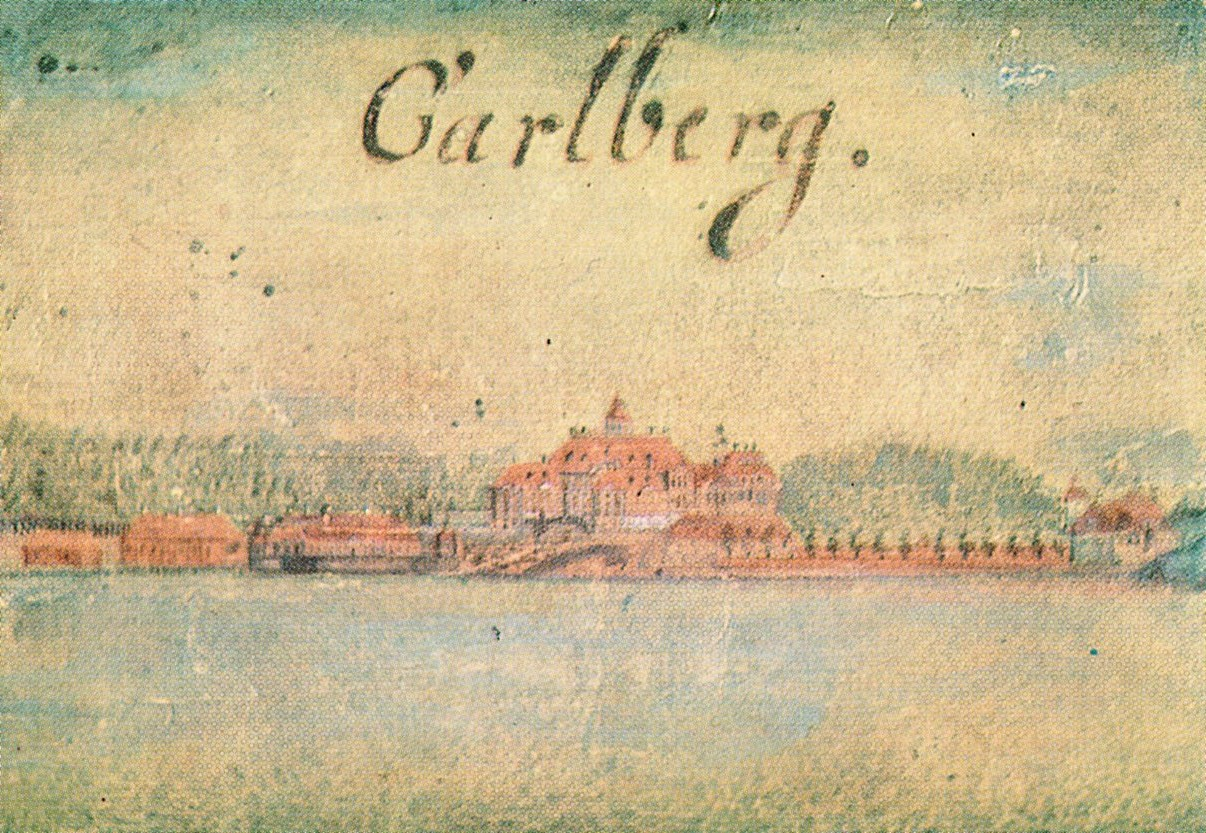
Karlbergs slott
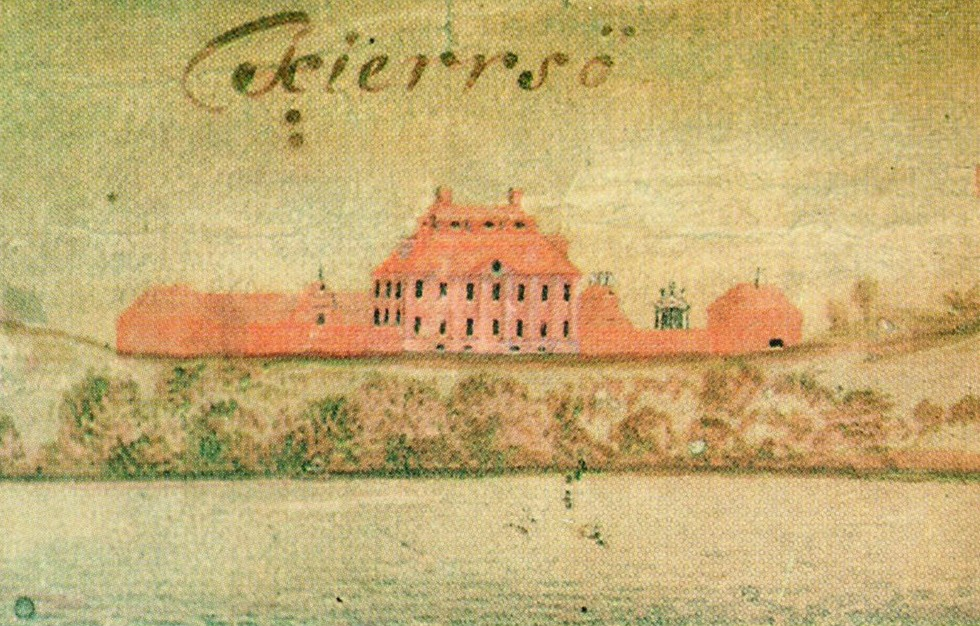
Kärsö gård
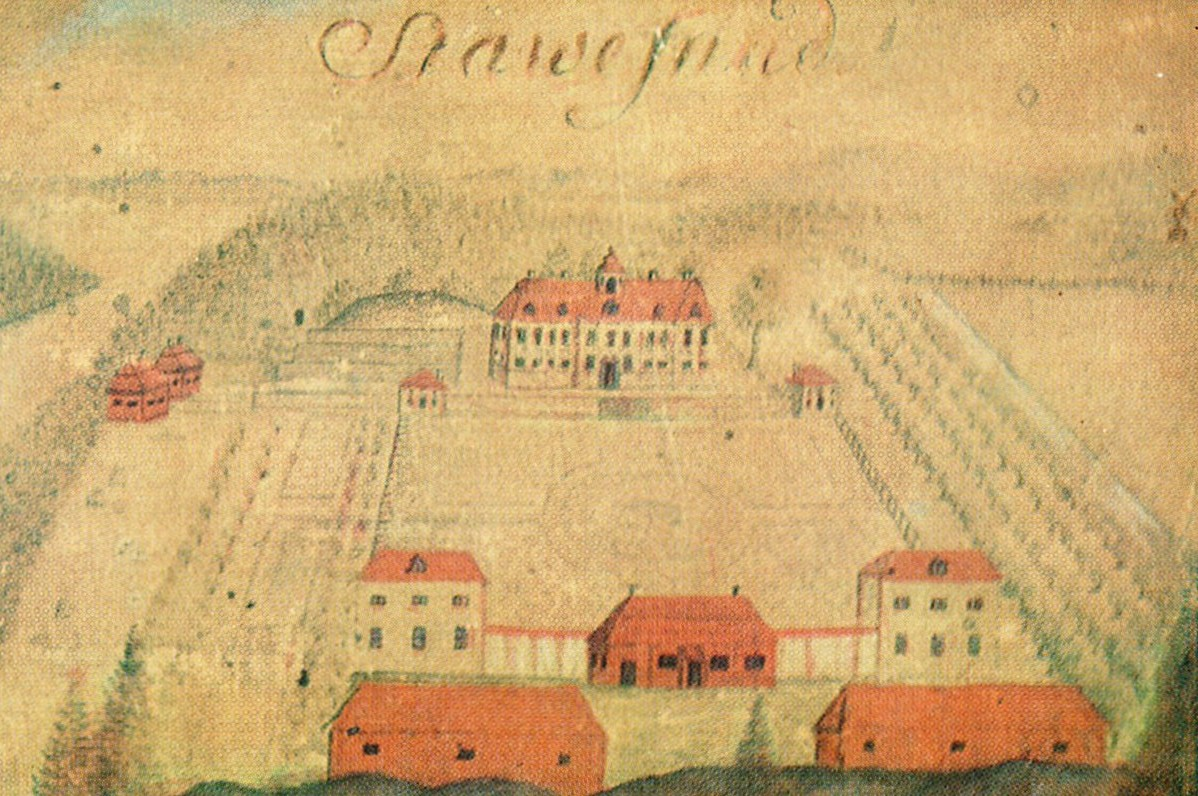
Stafsund
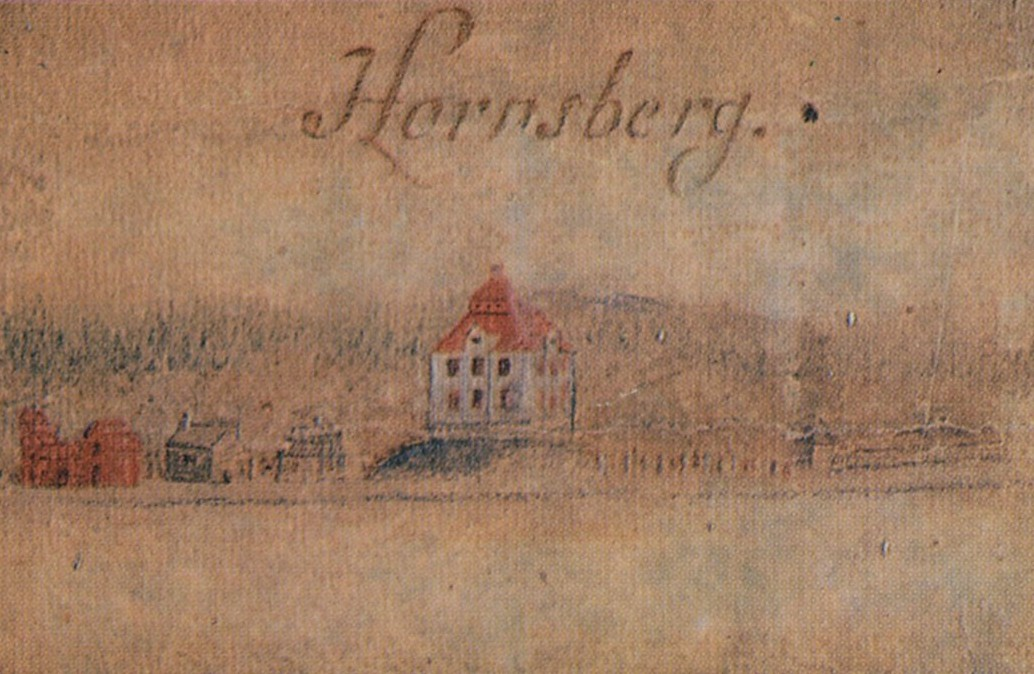
Stora Hornsberg
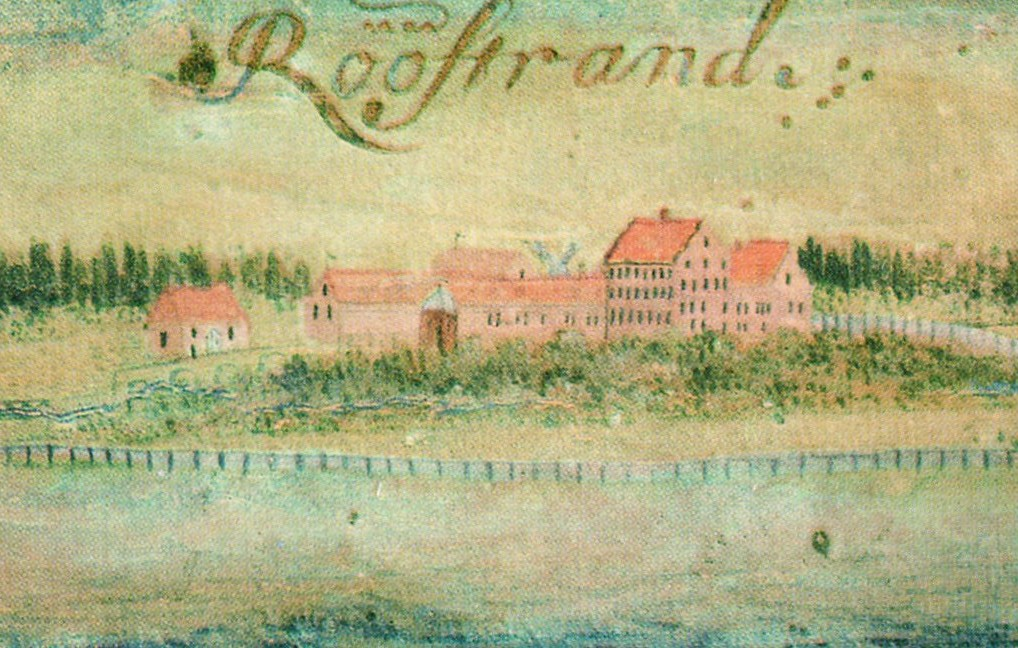
Rörstrands slott
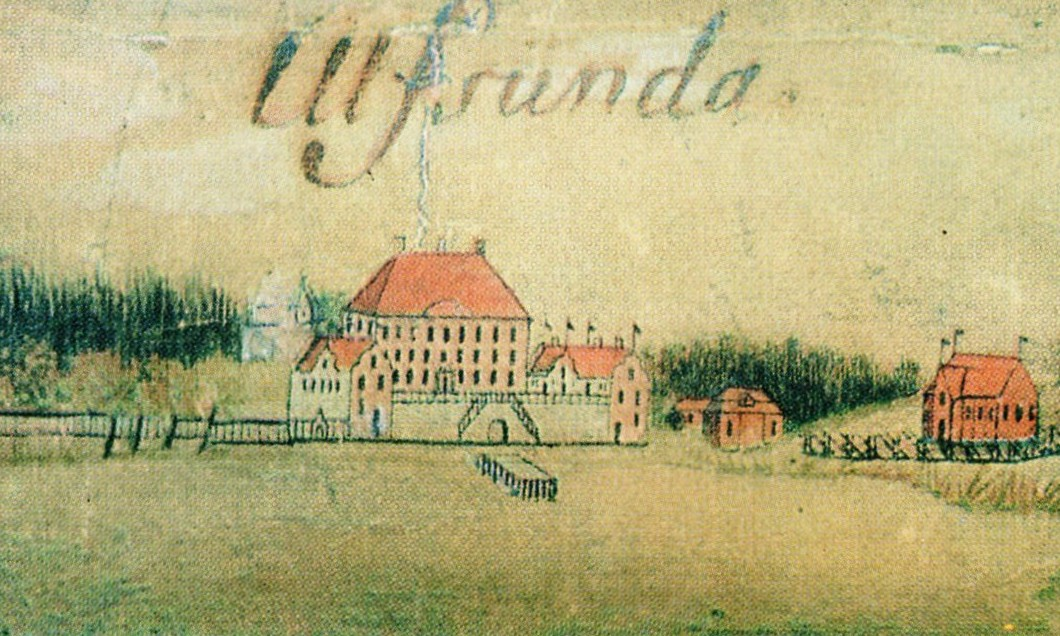
Ulvsunda slott